# Rieke-fém

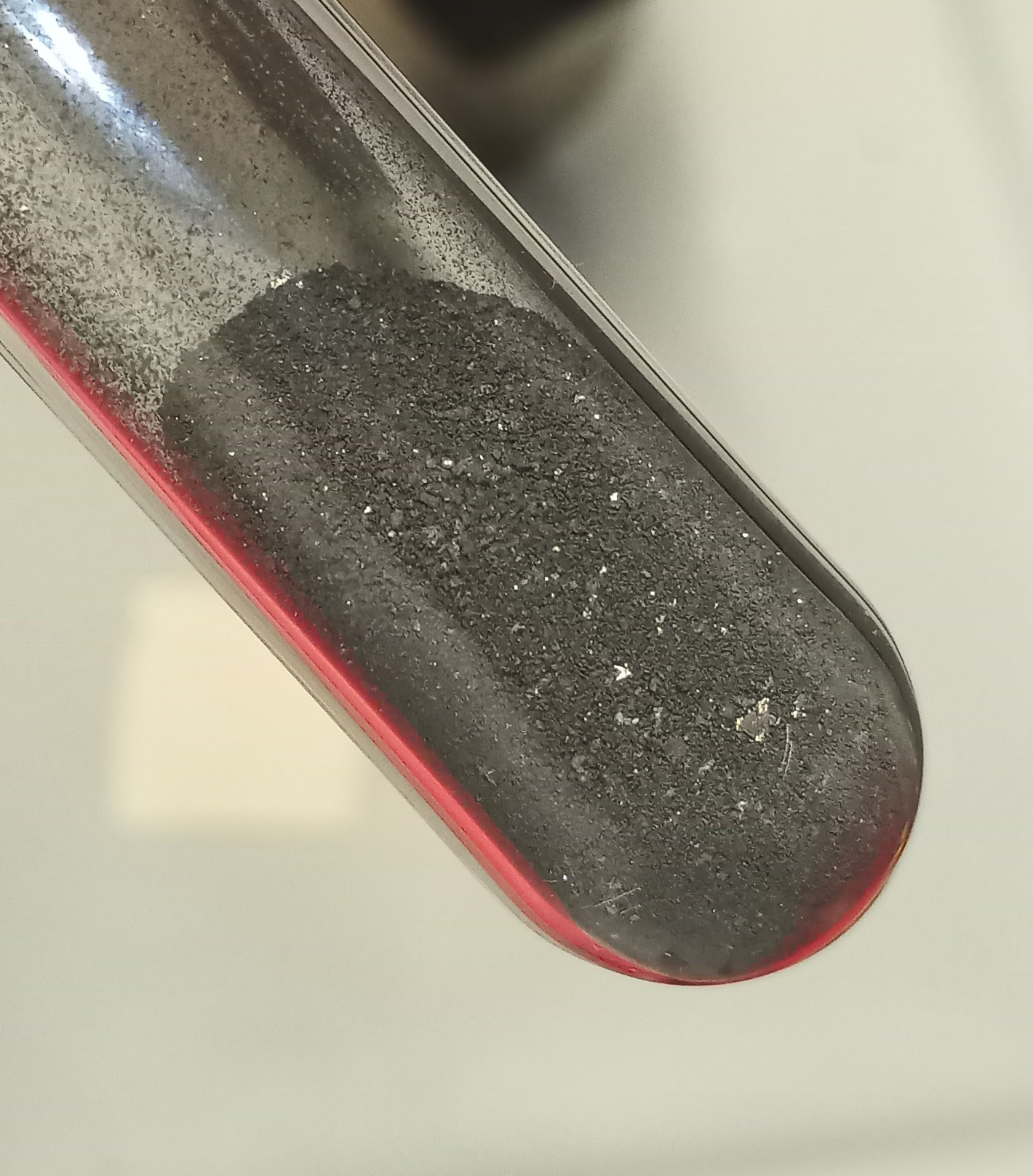
Reaktivitásában megnövelt Rieke-magnézium

Rieke-fém alatt a fémsókból alkálifémekkel kiredukált rendkívül reakcióképes fémporokat értjük. Nevüket Reuben D. Rieke után kapták, aki elsőként tanulmányozta és írta le ezeknek a fémeknek az előállítását. A módszerrel számos fém reakcióképessége megnövelhető, köztük például a Mg, Ca, Ti, Fe, Co, Ni, Cu, Zn és In, amelyekre a kezelés után Rieke-magnézium, Rieke-kalcium, stb. nevet használjuk.
Reakcióképességük annak köszönhető, hogy fajlagos felületük igen nagy, emellett meg vannak tisztítva a felületükön kialakuló és reakcióikat hátráltató oxidrétegtől. Szemcséi igen aprók, méretük 1-2 μm-től akár 0,1 μm-ig terjedhet. Egyes fémek, mint a réz vagy a nikkel, olyan finom kolloidális szemcsékként is jelen vannak, amelyek sem ülepítéssel, sem centrifugálással, sem pedig szűréssel nem vonhatók ki a fekete oldatból. A magnézium és a kobalt nagyobb részecskéket alkot, bár ezek főként a melléktermékként keletkező alkálifémsókat tartalmazzák, köztük a fém maga akár az előbbi példánál is kisebb.

## Előállítás
Általában az előállítandó fém vízmentes kloridsóját redukálják alkálifémekkel egy megfelelő oldószerben. Például Rieke-magnézium előállítható, ha a magnézium-kloridot fémkáliummal redukáljuk.
{\displaystyle \mathrm {MgCl_{2}+2\ K\rightarrow 2\ KCl+Mg} }
Rieke eredetileg háromféle előállítási módot írt le:
- Olvadt nátriummal vagy káliummal történő redukció olyan oldószerben, amelynek magasabb a forráspontja, mint a redukálófémek olvadáspontja, valamint képes a só egy részének feloldására. Egy javasolt párosítás volt például a kálium és tetrahidrofurán (THF), nátrium és 1,2-dimetoxietán, vagy az említett fémek benzolban, toluolban. Az exoterm reakció több órányi refluxálást igényel inert (reakcióképtelen) atmoszférában.[1]
- Szilárd alkálifémekkel való redukálás katalitikus mennyiségű (5-10 mol%) elektronvivő anyag (pl. naftalin[1] vagy bifenil) jelenlétében.[3] Ebben a módszerben lítium is használható redukálószerként, emellett akár szobahőmérsékleten is végbemegy, ezáltal az elsőhöz képest kevésbé veszélyes és gyakran jobb minőségű porokat eredményez.[2]
- Lítium helyett előzetesen elkészített lítium-naftalid[1] vagy lítium-bifenilid[3] használatával. Ez az eljárás akár még alacsonyabb hőmérsékleten is lejátszódik. Habár maga a reakció lassabb, a végeredmény még finomabb fémpor.

A keletkező alkálifém-kloridok kiválhatnak a fémekkel keverve. Ezek akár felhasználhatók együtt is, vagy megtisztíthatók a sók megfelelő oldószerrel való kimosásával.

## Felhasználás
Az összes Rieke-fém közül a Rieke-cink kapta a legnagyobb figyelmet annak köszönhetően, hogy a 2,5-dibrómtiofén polimerizációját elő tudja segíteni politiofénné. Továbbá brómészterekkel reagáltatva cinkorganikus vegyületek előállítására használható, amik a Reformatsky-reakció fontos komponensei.
A Rieke-magnézium aril-halogenidekkel akár már −78 °C hőmérsékleten egyesülni tud, így gyakran meglepően jó szelektivitással juthatunk Grignard-reagensekhez. Rieke-Mg segítségével lehetetlennek hitt Grignard-reagensekhez is juthatunk, például aril-fluoridokból vagy 2-klórnorbornánból.

## Története
A nagy reaktivitású fémek használata a szerves szintézisekhez az 1960-as években kezdett egyre inkább elterjedni. Az addig használt módszerek a fém elgőzölögtetésén alapultak, amelyhez komoly műszerekre volt szükség.
Reuben D. Rieke, az Észak-Karolinai Egyetem kémiaprofesszora 1972-ben szabadalmaztatta a módszert, amely ma a nevét viseli. A korábbiakkal ellentétben, ez az eljárás nem igényel speciális felszerelést, és a legnagyobb kihívást csupán a piroforos fémporok kezelése, valamint a vízmentes és légmentes környezet megteremtése jelenti. Egyszerűségének köszönhetően a felfedezése nagy figyelmet kapott.
Kutatását a Nebraska-Lincolni Egyetemen folytatta. Feleségével, Lorettával 1991-ben megalapították a Rieke Metals LLC-t, amellyel az efféle fémek előállítását tűzte ki célul.

## Fordítás
Ez a szócikk részben vagy egészben  a   Rieke metal című angol Wikipédia-szócikk ezen változatának fordításán alapul.  Az eredeti cikk szerkesztőit annak laptörténete sorolja fel. Ez a jelzés csupán a megfogalmazás eredetét és a szerzői jogokat jelzi, nem szolgál a cikkben szereplő információk forrásmegjelöléseként.

## Forrás
1. 1 2 3 4 5 6  Rieke, R. D. (1989). „Preparation of Organometallic Compounds from Highly Reactive Metal Powders”. Science 246 (4935), 1260–1264. o. DOI:10.1126/science.246.4935.1260. PMID 17832221.
2. 1 2 3  Rieke, R. D.; Bales, S. E.; Hudnall, P. M.; Burns, T. P.; Poindexter, G S. (1988). „Highly Reactive Magnesium for the Preparation of Grignard Reagents: 1-Norbornane Acid”. Org. Synth..; Coll. Vol. 6:  845
3. 1 2  Rieke, R. D.; Wu, T.-C.; Rieke, L. I. (1998). „Highly Reactive Calcium for the Preparation of Organocalcium Reagents: 1-Adamantyl Calcium Halides and Their Addition to Ketones: 1-(1-Adamantyl)cyclohexanol””. Org. Synth..; Coll. Vol. 9:  9
4. ↑   (1995) „Regiocontrolled Synthesis of Poly(3-alkylthiophenes) Mediated by Rieke Zinc: Their Characterization and Solid-State Properties”. Journal of the American Chemical Society 117, 233–244. o. DOI:10.1021/ja00106a027.
5. ↑   (1997) „New Organometallic Reagents Using Highly Reactive Metals”. Tetrahedron 53 (6), 1925–1956. o. DOI:10.1016/S0040-4020(96)01097-6.
6. ↑   (2000) „Low-Temperature Formation of Functionalized Grignard Reagents from Direct Oxidative Addition of Active Magnesium to Aryl Bromides”. Journal of Organic Chemistry 65 (17), 5428–5430. o. DOI:10.1021/jo000413i. PMID 10993378.
7. ↑  Reuben D. Rieke, Phillip M. Hudnall (1972). „Activated Metals. I. Preparation of Highly reactive magnesium metal”. J. Am. Chem. Soc. 94 (20), 7178–7179. o. DOI:10.1021/ja00775a066.
8. ↑  (2018): "About Us". Rieke Metals's website, accessed on 2019-03-19.